# Pentafluoruro di cloro
Il pentafluoruro di cloro è il composto chimico interalogeno del cloro pentavalente, con formula molecolare ClF5. In condizioni standard è un gas incolore, con un odore pungente. È un composto molto tossico e reattivo, con proprietà fluoruranti molto forti, anche se meno spiccate del trifluoruro di cloro (ClF3). Non ha utilizzi pratici.

## Struttura
ClF5 è un composto molecolare, esotermico, nonostante l'alta reattività: ΔHƒ° = -255 kJ/mol. La molecola ha struttura a piramide quadrata, con simmetria C4v, come verificato tramite spettroscopia RMN 19F ad alta risoluzione. La struttura è in accordo con la teoria VSEPR. Le distanze di legame Cl–F sono quelle indicate nella figura; ci sono i legami C-F lungo le diagonali del quadrato di base, F basale (~172 pm), che sono più lunghi e quello lungo l'altezza della piramide, o F apicale (~162 pm), più corto. L'angolo Fbasale–Cl–Fapicale è vicino a 90°, ma si ritiene possa essere leggermente minore, come accade in BrF5 e IF5. La struttura piramidale quadrata è analoga a quella dei pentafluoruri di bromo (BrF5) e di iodio (IF5), molecole isoelettroniche di valenza.

## Sintesi
ClF5 fu sintetizzato per la prima volta nel 1963. Fu ottenuto facendo reagire ClF3 e F2 ad alta pressione ed elevata temperatura:
ClF3 + F2 → ClF5
Si può ottenere anche facendo reagire F2 con tetrafluoroclorati alcalini, come KClF4, RbClF4e CsClF4. Ad esempio:
KClF4 + F2 → ClF5 + KF
Nel 1981 si è trovato che NiF2 è un ottimo catalizzatore per la sintesi di ClF5 a partire da ClF3 e F2.

## Reattività
ClF5 è un composto estremamente reattivo. È un fluorurante molto forte, superato solo da ClF3. Reagisce violentemente con acqua per formare HF, FClO4, e FClO2.
ClF5 reagisce a bassa temperatura con donatori di ioni fluoruro come CsF o (Me4N)F per formare sali contenenti lo ione ottaedrico [ClF6]–. Ad esempio:
ClF5 + CsF →  Cs[ClF6]

## Sicurezza
ClF5 è un composto chimico molto pericoloso, tossico e corrosivo. Può infiammarsi a contatto con sostanze combustibili. Per contatto con acqua sviluppa HF, anch'esso tossico e corrosivo.